# Skrållan (docka)
Skrållan är den äldsta svenska taldockan. Den skapades 1966 av leksaksföretaget Magtoys. År 2014 köptes Magtoys och varumärket Skrållan upp av leksaksföretaget Micki.
Skrållan namngavs efter rollfiguren Skrållan i Astrid Lindgrens tv-serie Saltkråkan, som hade börjat sändas några år tidigare.
Skrållans talfunktion är batteridriven och vid tryck på dockans mage så säger hon en slumpvis vald fras av 25 möjliga. Det finns även möjlighet att välja mellan fem olika språk (svenska, engelska, norska, danska och finska).
Varumärket Skrållan inkluderar numera förutom flera olika dockor också dockkläder och tillbehör. Utöver Skrållan finns lillasystern Lillan som enbart kan säga några få ord samt skratta och gråta, och kompisarna Selma och Pim som har respektive 24 fraser. På samtliga taldockor finns möjligheten att välja språk. I serien ingår även dockorna Anna och David; de är vattentåliga och har ingen talfunktion.

## Utbytbara skivor/minneskort
På originaldockan låg ljuden lagrade på tre färgade plastskivor (en röd, en grön och en blå) som via en lucka i dockans rygg kunde bytas ut för att skapa mer variation. På nytillverkade Skrållan är skivorna ersatta med minneskort. Det medföljande minneskortet rymmer 24 meningar samt skratt. Man kan även köpa till två separata minneskort som innehåller sånger och ramsor.